# Екберт фон Волфенбютел-фон дер Асебург
Екберт фон Волфенбютел-фон дер Асебург (на немски: Ekbert von Wolfenbüttel-von der Asseburg; † между 9 август 1306 и 17 септември 1308) е граф на Волфенбютел и рицар. Той се преименува на „фон дер Асебург“.
Той е син на рицар Буркхард фон Волфенбютел († ок. 1264), господар на Асбурх, и съпругата му Мехтхилд фон дем Дике (* ок. 1202), дъщеря на Улрих II фон дем Дике и съпругата му фон Волденберг (* ок. 1180). Внук е на трушсес Гунцелин фон Волфенбютел-Пайне († 1255), държавник и военачалник, и правнук на Екберт I фон Волфенбютел († сл. 1191/1193), фогт на Хайнинген и министериал на Хайнрих Лъв.
Замъкът Асебург на река Асе при Волфенбютел е построен от дядо му Гунцелин фон Волфенбютел през 1218 – 1223 г.
Брат е на рицар Буркхард фон Волфенбютел († сл. 1303/1312), фогт на Хайнинген, Херман фон Волфенбютел († сл. 1313), Гунцелин фон Волфенбютел († сл. 1252), Херман фон Волфенбютел († сл. 1313) и Конрад фон Волфенбютел († сл. 1276).

## Фамилия
Екберт фон Волфенбютел-фон дер Асебург се жени ок. 1252 г. за Алхайд фон Бракел (* ok. 1228; † 1275/ сл. 1273), дъщеря на рицар Бертолд фон Бракел, господар на Хиненбург († 1283) и Мехтхилд фон дер Дике (* ok. 1200). Те имат 11 деца:
- Буркхард фон дер Асебург (* ок. 1255; † между 9 юли 1316 и 4 юли 1317), рицар, господар на Хиненбург и Бракел, женен ок. 1283 г. за Агнес фон Бюрен (* ок. 1262; † сл. 10 март 1316), дъщеря на Бартхолд II фон Бюрен, фогт на Бьоддекен († 1285/1286/1287) и Ирмгард фон Бройч († сл. 1285); имат 10 деца
- Буркхард фон дер Асебург (* пр. 1261; † 9 юли 1316/4 юли 1317)
- Екберт фон дер Асебург († 10 февруари/23 юни 1321), рицар, женен за Еуфемия фон Велтхайм († сл. 1328); имат 10 деца
- Бертолд фон дер Асебург († 7.6. сл. 1311)
- Йохан фон дер Асебург († сл. 1276)
- Берта фон дер Асебург († сл. 1273)
- Фредеруна фон дер Асебург († сл. 1313), омъжена за рицар Алберт фон Амелунксен († пр. 1310), син на Алберт фон Амелунксен († сл.1293) и Елизабет фон Падберг
- Регелиндис фон дер Асебург († сл. 1276)
- Вернер фон дер Асебург († сл. 1304)
- Гунцелин фон дер Асебург († сл. 1304)
- Мехтилд фон дер Асебург († пр. 2 февруари 1319)
- Лукардис фон дер Асебург († пр. 4 април 1319)